# 荆豆
荆豆（学名：Ulex europaeus）为豆科荆豆属下的一个种。它原產於歐洲，被國際自然保護聯盟物種存續委員會的入侵物種專家小組（ISSG）列入世界百大外來入侵種。
其种加词“europaeus ”意为“欧洲的”。